# 劉多荃
劉 多荃（りゅう たせん）は、中華民国・中華人民共和国の軍人・政治家。奉天派・国民革命軍（国民政府）に属した。字は芳波。

## 事跡
1921年（民国10年）秋、保定陸軍軍官学校第9期砲兵科に入学する。1923年（民国12年）に卒業すると、張作霖率いる東三省陸軍に加入し、以後順調に昇進した。
1933年（民国22年）3月、国民革命軍第105師師長となる。1935年（民国24年）4月、陸軍少将の位を授与された。翌年12月に張学良が西安事変を起こすと、劉多荃は臨潼で部隊を指揮している。
1937年（民国26年）、劉多荃は第49軍軍長・陸軍中将に昇進した。日中戦争（抗日戦争）勃発後、津浦路や上海方面で日本軍と交戦した。1941年（民国29年）10月、第10集団軍副総司令に昇進し、第3戦区に属した。12月、熱河省政府主席を兼任している。1943年（民国32年）4月、第25集団軍副総司令となった。1945年（民国34年）5月、中国国民党第6期中央候補執行委員に選出されている。
国共内戦の最中では、劉多荃は1947年（民国36年）冬に行憲国民大会代表に選出され、翌年1月に華北剿匪総司令部副総司令に任ぜられた。しかし翌月、熱河省政府主席を突然罷免されてしまう。その後、香港に移って反蔣介石派のグループに加わった。1949年（民国38年）8月、黄紹竑らとともに中国共産党への起義を宣言している。
中華人民共和国では、劉多荃は中国人民政治協商会議全国委員会委員を第2期から第5期までつとめている。1980年1月には、政治協商会議遼寧省委員会の第4期副主席に選出された。また中国国民党革命委員会（民革）に所属し、中央委員会委員、遼寧省委員会主任委員を歴任している。
1985年7月22日、北京で病没。享年89。

## 注
1. ↑  劉多荃の任命当初、熱河省政府の管轄区は満州国統治下にあったため、省政府は実態として存在していなかった。熱河省政府が正式に組織されたのは、日中戦争（抗日戦争）後の1945年（民国34年）10月のことである。